# Fresagrandinaria
Fresagrandinaria (Fròišǝ in dialetto locale) è un comune italiano di 916 abitanti della provincia di Chieti in Abruzzo. È dominato da un borgo fortificato di pietra risalente al IX secolo.

## Geografia fisica
Il centro storico del paese è situato su un colle a ridosso della vallata del Trigno, distante circa 13 km dalla costa adriatica. Il nord del comune è attraversato, nella frazione di Guardiola, dal fiume Treste.

## Storia

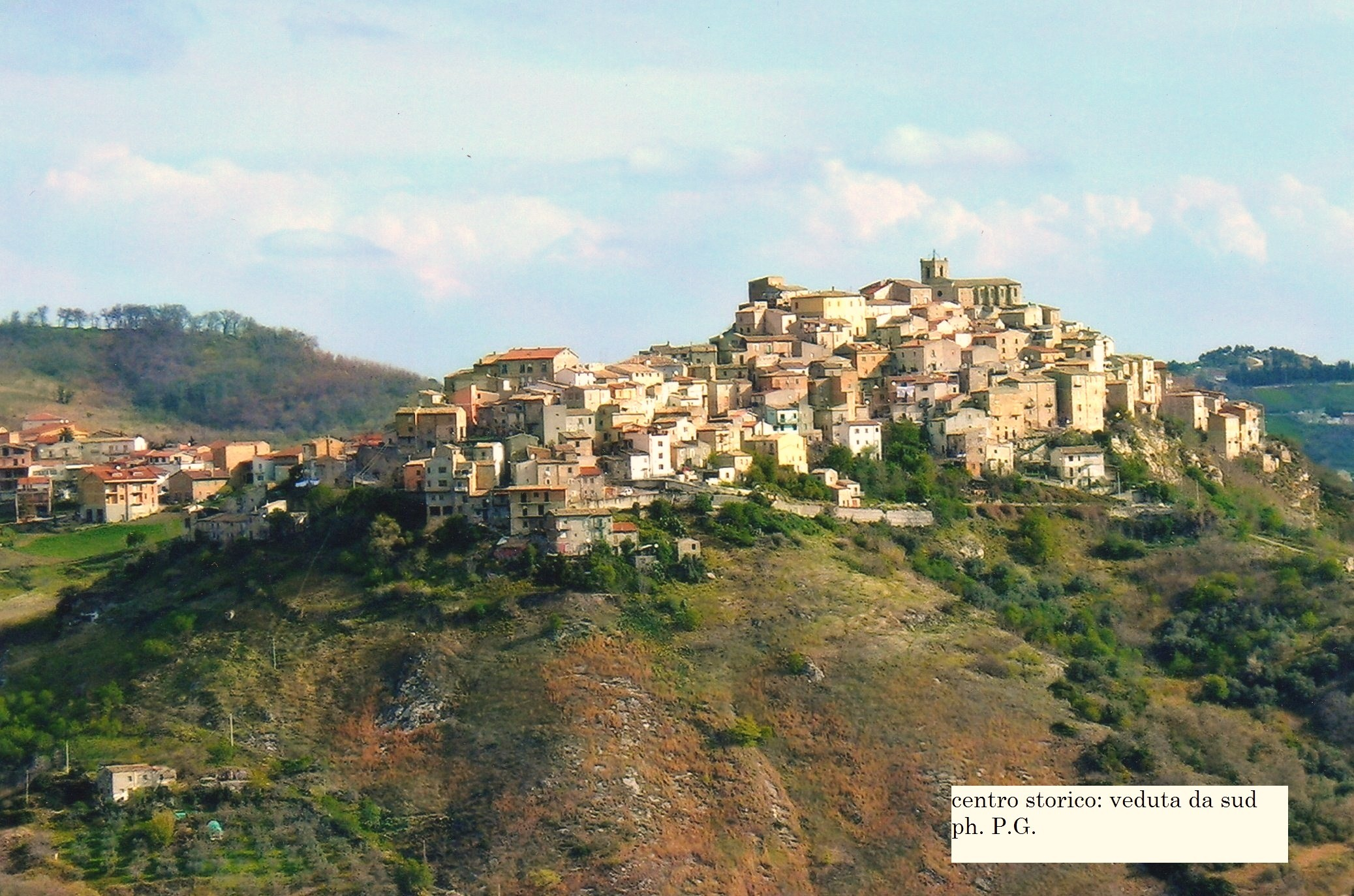
Centro storico visto da Sud

### Evo antico
In base a casuali ritrovamenti archeologici si può ipotizzare la presenza umana continuativa da oltre un migliaio d'anni prima di Cristo, nelle alture. «La frequentazione del territorio di Fresagrandinaria risale almeno all'età del Bronzo Finale (XI-X secolo avanti Cristo) epoca in cui si data una tazza d'impasto con ansa verticale a nastro ad apici rilevati» (Amalia Faustoferri, Oltre Histonium..., 1996). Uno strìgile metallico, due dischi in bronzo decorato sono riferibili al V secolo a.C.; così come alcuni tipi di fibule in bronzo tra cui due dette "a tre bottoni"; e anche pezzetti di metallo pesante (aes rude) che erano delle premonete consistenti in lingotti irregolari privi di qualsiasi iscrizione: essi furono in uso per gli scambi tra gli antichi popoli dell'Italia centrale fino al III secolo avanti Cristo. Alcune figuline votive risalgono al II-I secolo a.C. circa.
Verso il 1840 venne rinvenuta un'iscrizione graffita su un coccio con cui si menzionava in lingua osca (parlata dai popoli italici) il termine heirenem (forse il fabbricante Erennia). Essa fu oggetto di studio di molti studiosi tra i quali il Mommsen, il Vetter e il Conway.
In località Guardiola sono stati ritrovati diversi reperti. Nelle varie contrade con esposizione est/nord est sono state rinvenute delle tombe a cappuccina e a pozzetto con corredi funebri, armille bronzee a spirale del IX secolo a C, lucerne in terracotta, spade, cuspidi di lancia, punte di giavellotto (pilum), alcuni bronzetti di Ercole, elmi, vasellame, pesi da telaio e da bilancia, scorie di ferro e tanti, tanti cocci. Fu territorio dei Frentani e, al tempo dei romani, fu parte integrante della Regio IV Samnium. Appartenne al Municipio di Histonium.
Le monete qui rinvenute risalgono alla seconda guerra punica (218/204 a.C.), un semisse con l'effigie della testa di Saturno e prua di galea con rostro), a Druso minore (21 d.C.), agli imperatori Antonino Pio (138/161 d.C.), Marco Aurelio (170-180 d.C.), Commodo (177-192 d. C.), a Filippo l'Arabo (245 d.C.); vi sono alcune di non accertata datazione. Di altre ancora, rinvenute nel 1845, e di quelle vendute da un privato ad un orefice nel 1929, si ignora sia la datazione che la destinazione.
Il territorio fu invaso dai longobardi i quali si stabilirono nelle adiacenze dei fiumi Trigno e Treste. Nei pressi del fiume, come risulta dai libretti di terraggio, esisteva appunto una contrada chiamata "Fara". La storia parla del popolo longobardo e generalizza: è accertato che questo popolo era costituito anche da altre etnie come a dire Sassoni, Bulgari, Gepidi, Frisoni, etc.che il duca provvide a ricompensare con delle cessioni di territori.
Fresa (Frisia, Frisa) appartenne inizialmente al ducato di Benevento, ma, dopo l'arrivo dei Franchi e la guerra tra Guinigiso e Grimoaldo III (verso l'803), con l'Abruzzo fu annessa al ducato Franco di Spoleto.

### Medio evo
La fondazione del centro abitato viene fatta risalire al principio del IX secolo, al tempo della lotta tra Guinigiso di Spoleto e Grimoaldo di Benevento. Nell'anno 812 vi fu l'accordo di pace tra Franchi e Longobardi in base al quale l'Abruzzo, fino al Trigno, fu tolto ai Longobardi. Gli abitanti di agglomerati rurali sparsi nelle campagne circostanti si riunirono costruendo le loro casette attorno alla rocca eretta sul Morgione, dominante la vallata del Trigno. Si trattò di sinecismo. Da un privilegio di papa Leone IX del 9 novembre 1053, riportato da Concetta Delle Donne Marangione, si apprende la conferma all'abate Guisenolfo (del Monastero benedettino di S. Maria Di Tremiti) il possesso «in comitatu Teatino ecclesiam Sancte Marie ad Fresa». Ed è la prima volta nella storia in cui si nomina  Fresa. Quella chiesa, più volte rimaneggiata, esiste ancora ed è intitolata a S. Maria delle Grazie.
Nel IX secolo il tenimento fresano fu frequentato dai monaci benedettini che eressero anche la chiesa di san Germano di Capua sulla sponda sinistra del Trigno e fondarono il monastero di sant'Angelo in Cornacchiano sui ruderi della vecchia chiesa di san Martino sul Treste – menzionata con altre chiese della zona nel Chronicon farfense, nell'829 – a sua volta sorta sui resti di un antico tempio pagano dedicato alle dee Cibele, Venere e probabilmente anche Ercole.
Nel 1060 fu occupato dai normanni, i quali poi lo cedettero in suffeudo, unitamente ad altri castelli della zona, ai baroni Grandinato anch'essi di origine nordica. Tale casata signoreggiò per secoli non solo su Fresa, ma anche su Dogliola, Lentella, Furci, Palmoli, Celenza sul Trigno, Montenero di Bisaccia e altrove come risulta nel Catalogus baronum. La prima menzione dei Grandinato, lo si trova in un atto rogato a Fresa il 1º maggio 1115 con il quale Ugone di Grandinato concesse all'abate Giovanni di San Angelo in Cornacchiano il castello e l'intero territorio di Dogliola.
Il borgo, tassato per 2 militi, fu feudo dei Grandinato fin verso il 1330 quando tale casato si estinse. Passò in dominio dei Di Sangro e fu parte della baronìa di Monteferrante. Nel 1443 ne fu investito Paolo di Sangro, "capitano di gente d'arme". Nel 1447 si censirono 65 fuochi con 415 persone.
Il secondogenito di Paolo, Alfonso ne ereditò il titolo ed il possesso intorno al 1455. Questi fu il capostipite del ramo di Sangro Signori di Fresa signoreggianti anche a Dogliola e Palmoli.

### Rinascimento ed età moderna
Nel 1583 fu acquistato da Giulio Gesualdo, principe di Venosa, la cui vedova Laura Caracciolo di Casalbore lo cedette ai Chierici regolari teatini. Nel corso del primo ventennio del 1600 subentrarono i Caracciolo i quali vivevano a Napoli. Costoro, del ramo dei principi di Santobono, avevano potere soltanto su una parte del territorio fresano. Al riguardo vi furono secolari liti tra il signore e i "particulari", cioè i piccoli proprietari liberi.
Nel 1687, unitamente agli altri centri facenti parte del feudo, Fresa ottenne da Marino Caracciolo il rinnovo delle cosiddette Capitolazioni cioè uno statuto con cui si mettevano per iscritto diritti e doveri dei cittadini. Ma con i successori di Marino tali norme rimasero sulla carta. Tanto che nel 1787 il popolo insorse e si riprese gli oggetti sequestrati, incendiando la casa dell'erario, con le bastonature e ferimento degli sgherri, con sparatorie e minacce al governatore il quale riuscì nottetempo a fuggire.
I fresani si affrancarono dal giogo feudale con uno "strumento d'accomodo" nel 1804 ma sottoponendosi a forti spese annuali le quali finirono per motivare lunghe dispute legali, trascinate fino agli anni 1930.
Dapprima chiamato "Terra", successivamente "Università" rappresentato dal "Camerlengo" eletto annualmente nel corso del "Parlamento generale" dei capifamiglia tenuto in chiesa nella giornata del 29 giugno, il paese assunse l'appellativo di "Comune" nel periodo napoleonico. Il consiglio comunale di allora era chiamato "decurionato", composto da dieci membri, (i " decurioni") e il sindaco aveva carica annuale, rieleggibile.
La principale fonte di reddito era costituita dall'allevamento del bestiame ovino, caprino, suino, bovino e dalle coltivazioni agricole praticate con mezzi antiquati.
In seguito all'unità italiana, il fenomeno brigantesco fu particolarmente intenso in questo territorio, sia nel periodo napoleonico che in quello post unitario tanto che lo Stato dovette acquartierarvi per diverso tempo e a più riprese interi reparti dell'esercito per contrastare il fenomeno.

### Simboli
Lo stemma comunale, ricavato da un'impronta del 1682, viene così descritto:
Il gonfalone è un drappo partito di rosso e di bianco.

## Monumenti e luoghi d'interesse
Borgo fortificato
Il primo impianto risale, come precedentemente accennato, al IX secolo, attorno a una rocca fatta costruire dai conti di Chieti su un costone di roccia gessosa su cui si domina la vallata del Trigno. Successivamente è stato trasformato e ampliato fino al XVIII secolo. Nel borgo spiccano una porta urbana e delle case-mura con alcuni archi e sottoportici. Il nucleo originario del paese ha una direzione est-ovest chiusa a nord dalla chiesa e dal castello-palazzo Grandinati/di Sangro sito nell'attuale area della casa ex D'Aloisio-Lalla. Il castello-palazzo fu demolito in seguito alla eversione della feudalità, oggi ne restano alcune tracce. Nel centro urbano vi sono numerose grotte artificiali e cavità realizzate, secondo una diceria locale, per creare degli ambienti abitativi, delle stalle ed aumentare le zone edificabili.
Chiesa del Santissimo Salvatore
È sita in Salita Cavour. L'impianto originario risale al sorgere del borgo ed in seguito trasformato nel XIX secolo. Le vicende storiche dell'edificio religioso sono correlate al castello ed al borgo fortificato visto che è sito nel punto più alto del paese. È menzionata nelle decime del 1324-25 come dipendenza dell'Abbazia di sant'Angelo in Cornacchiano. Agli inizi dell'800 ne fece una sommaria descrizione il prete Amico Fedele De Lellis ed era fatiscente. Del 1818 e del 1828 vi sono dei progetti preliminari di ricostruzione curati dall'architetto Michelangelo Jaita. In seguito l'ingegnere Carlo Luigi Dau progetterà un progetto a tre navate ma mai realizzato. I lavori di ammodernamento vennero affidati a Gabriele e Basilio Fagnani, di Pescopennataro che, dopo lunghi anni e sacrifici, realizzarono in pietra la parte grezza. L'edificio fu riaperto al culto nel 1858, mentre i lavori furono ultimati nel 1859. Del 1870 sono gli stucchi realizzati a spese dell'agrimensore Giuseppe Longhi. Del 1883 è una citazione della chiesa come ancora pericolante. La facciata, in stile ottocentesco con forme classiche, è divisa in tre parti da paraste con trabeazione e frontone. Il portale è in pietra scolpita.
La torre campanaria presenta una base quadrata: essa fu ultimata soltanto nel 1926 in mattoni. L'interno è a navata unica con soffitto a volta a botte e lunette. Le cappelle laterali sono otto: quattro a destra e quattro a sinistra. Sull'altar maggiore vi è la statua del Cristo ascendente opera del 1858 dell'atessano Falcucci. Ai lati del presbiterio due tele settecentesche forse del Gamba o, comunque, della scuola napoletana: quella a destra di chi entra raffigura l'Addolorata, Sant'Agostino e, si pensa, il Beato Angelo da Furci; quella a sinistra San Carlo Borromeo, San Gaetano da Thiene e Sant'Antonio di Padova, tutti in adorazione.
All'interno si conservano un Crocifisso ligneo di arte paesana del XVI secolo e una pila in pietra per l'acqua santa datata 1663; inoltre antiche statue lignee policrome di san Nicola di Bari, san Pietro apostolo e san Sebastiano martire.
Fin dal 1600, probabilmente anche da prima, non esistendo ancora il Cimitero vero e proprio (fino al 1869) tale chiesa fu adibita anche a camposanto. I morti erano seppelliti, a pagamento, in delle fosse, scavate nel pavimento e chiuse con una lastra, gestite da apposite corporazioni religiose. Nel primo decennio del 1700 tali enti erano quattro:
1. Corpo di Cristo;
2. Santissimo Rosario;
3. San Donato;
4. Santissimo Sacramento.

I bambini e i preti erano seppelliti in fosse distinte. I suddetti sodalizi disponevano di terreni e case, di bestiame, sementi, denaro liquido da prestare o affittare alla popolazione. Venivano amministrati da persone regolarmente elette anno per anno e la cui gestione era soggetta alla revisione dei conti e alla supervisione dell'arciprete. Dai documenti del tempo risulta che i fresani usufruirono ben volentieri di questi istituti di credito ante litteram.
Chiesa della Madonna (chiesetta Madonna delle Grazie)
Di origine medievale, come predetto, fu citata dall'Ughelli come dipendente dell'abbazia benedettina di Santa Maria di Tremiti. Santa Maria delle Grazie è appunto una Madonna molto venerata dai frati benedettini. L'edificio fu più volte citato in privilegi e conferme dei papi Leone IX (1053), Nicola II (1061), antipapa Anacleto II (1136), papa Alessandro III (1172). Nel 1279 re Carlo I d'Angiò la donò ad un dignitario laico. È situata nel Rione che un tempo era chiamato Piano della Madonna "extra moenia" cioè fuori le mura del borgo antico. Più volte rifatta e restaurata conserva all'interno delle statue lignee datate XV secolo dallo studioso Francesco Verlengia: 1) Madonna col Bambino col titolo di Santa Maria delle Grazie; 2) San Biagio, vescovo di Sebaste, invocato dagli ammalati di gola; 3) San Germano, vescovo di Capua, protettore dei bambini e un tempo invocato dalle puerpere prive di latte.
Nel finestrone della facciata è stata incastonata una vetrata a colori con l'immagine della Madonna del Carmine.
Chiesa di Sant'Antonio da Padova
È sita in località Guardiola. È stata costruita all'inizio del XX secolo. Secondo una leggenda in un antro sulla sponda destra del fiume Treste si narra che sia apparso alla anziana contadina Giulia Parente sant'Antonio da Padova nel 1899 e 1909 con le sembianze di un pellegrino, cosicché fu edificata la chiesetta con il campanile a vela con la facciata rivolta verso il fiume, adiacente alla grotta delle apparizioni. Nel 1910 furono istituite delle fiere nei giorni 1-2 giugno ed il 4-5 settembre ma oggi si festeggia e vi è una fiera agricola soltanto il 1º giugno con l'afflusso di tutte le popolazioni vicine. Nel 1968 la chiesa era fatiscente così fu demolita, riedificata ed ultimata nel 1975 con un campanile vero nel 1993.
Resti dell'abbazia di sant'Angelo in Cornacchiano
Sono siti in località Sant'Angelo. La prima citazione risale al 1115 quando Ugo Grandinato diede in dono all'abate Giovanni il castrum Diliolae. Nel 1173 è documentata quando papa Alessandro III rinnovò la sua appartenenza, con altre proprietà, al vescovo Andrea. In una bolla datata 1208 di papa Innocenzo III il monastero venne confermato a Bartolomeo vescovo di Chieti.
Nel 1267 l'abate Bonagino ricompensò gli abitanti di Palmoli per averlo aiutato nel sedare la ribellione della popolazione di Dogliola di parte ghibellina. La ricompensa consistette nel poter pascolare, attingere acqua, raccogliere frutta e soggiornare sia di giorno che di notte nel territorio di Dogliola. Il monastero raggiunse il culmine dello splendore nel XIV secolo nelle decime del 1324-25 quando ha molte chiese dipendenti, tra cui: Fresa, Lentella, Fraine, Roccaspinalveti, Furci, Guilmi, Tufillo, San Buono e Dogliola ed altre di località non meglio specificate. Le chiese di Dogliola rimasero assoggettate come grancie al monastero fino al 1568 come afferma la relazione di una visita pastorale. In tale relazione si legge che il monastero era in rovina ma ancora munito di una torre con lapidi, di cui oggi si possono notare i ruderi. Tali resti si compongono di una struttura con base quadrangolare con paramento esterno realizzata con conci di pietra calcarea ed arenaria ancora oggi dell'altezza di circa 6 metri. 
Nelle zone limitrofe si rinvennero dei reperti archeologici, tra cui delle statuette votive in terracotta risalenti al III-I secolo a.C. verosimilmente riconducibili a un tempio italico sui cui ruderi, come già detto, venne edificato il monastero. Tra i reperti fu rinvenuta un lastrone lapideo con simbolo fallico forse facente parte di quel tempio pagano in parola. Per la cronaca: il concio si trova nel museo archeologico di Chieti. Il 13 agosto il rudere è meta del pellegrinaggio devoto degli abitanti di Furci i quali vi fanno celebrare una messa all'aperto. Una tradizione vuole infatti che l'agostiniano Beato Angelo, patrono principale di Furci, nonché compatrono di Napoli, soggiornò in questo monastero per compiervi gli studi fino ai diciott'anni al tempo di) Federico II e di Manfredi, prima di entrare nella regola agostiniana e, dunque, di addottorarsi alla Sorbona di Parigi. Dell'ultrasecolare vita di tale abbazia ci è pervenuto il nome soltanto di cinque abati veri: Giovanni 1115, Monte 1255, Bonagino 1267, Matteo 1324, Bernardo 1490; a seguire gli abati commendatari nominati dal potere laico, tra cui il cardinale Ladislao d'Aquino, fino al XVIII secolo.
Fontana municipale
È sita nell'antico centro. È stata realizzata nel 1891 quando fu inaugurato il nuovo acquedotto. Il basamento è di forma circolare ed è in conci di pietra dove al centro vi innalza una statua in ghisa raffigurante una donna (forse la ninfa Galatea) eseguita a Glasgow in cui fuoriescono tre cannelle. Tale fontana, con annesso lavatoio/abbeveratoio dissetò gran parte del paese quando in nessuna casa c'era l'acqua corrente; inoltre rappresentò per molti anni un sostegno per le portatrici d'acqua nelle case signorili. Il basamento in pietra è stato rinnovato nel 1984. L'ultimo restauro è del 2022.
Palazzo de Lellis, Palazzo Rocchio, palazzo De Martinis, palazzo Cosmo Terpolilli
Sono abitazioni signorili poste nel centro storico e risalenti al sei settecento. L'antico castello con annessa torre quadrata, fu abitato per secoli, prima dai Grandinato e poi, fino al 1583, dai baroni di Sangro (imparentati coi d'Evoli di Castropignano) discendenti da Paolo di Sangro duca di Torremaggiore: rimase disabitato e cadde in rovina. Dopo i di Sangro, qui in paese, non vi abitarono più i nobili ma soltanto i nuovi ricchi, agiati proprietari.

## Società

### Evoluzione demografica
Abitanti censiti

### Tradizioni e folclore
Molte le tradizioni, gli usi e le credenze di questa comunità, un tempo contadina, ricorrenti nel corso dell'anno: alcune sono state dimenticate. All'inizio del XXI secolo son ancora praticati i canti di questua ben auguranti a Capodanno (a cura dei cafoni), a pasquetta (a cura degli artieri), Sant'Antonio Abate (sia con il comune canto augurale che con l'altro "una donna bon cristianë" di origine medievale, anche sceneggiato), con benedizione degli animali e San Sebastiano martire. Segue il carnevale con le mascherate e le sfilate; i riti pasquali tra cui le palme di olivo infiorate di violaciocche, l'addobbo dell'altare della reposizione con germogli, fiori e tessuti ricamati, il canto di questua delle ore della passione, il partecipato corteo serale del Venerdì santo con le lanternine di carta, il fuoco santo sul sagrato. Caratteristica del periodo sono la preparazione ed il consumo dei dolci pasquali come "il cavallo" e "la pupa" preparati in casa utilizzando l'abbondanza delle uova e delle mandorle.
Fino al 1927 una cosiddetta compagnia di pellegrini a piedi, sotto la guida di un esperto (priore), partiva da Fresa il 1º maggio per arrivare al santuario di San Nicola a Bari nel giorno otto. Si partecipava alle sacre funzioni, si faceva festa e si ripartiva, sempre a piedi, per essere di ritorno verso il 15. Era un'avventura da raccontare per anni.
In tarda primavera (tra metà maggio e metà giugno – 50 giorni dopo Pasqua -) da più secoli avviene il pellegrinaggio a piedi al Santuario di Madonna Grande a Nuova Cliternia di Campomarino, distante una cinquantina di chilometri. Ancora oggi vi partecipano sulle 150 persone soprattutto giovani ed anche forestieri; si parte all'alba al termine della messa viaticale. Si guada il Trigno, si risale le campagne e si attraversa la cittadina di Montenero, si arriva e si guada il Sinarca, si attraversano i campi di Guglionesi, si oltrepassa il Biferno e si risale il costone di Portocannone dove si fa sosta nell'attesa del termine della corsa dei carri. Si arriva al Santuario verso le otto di sera ma prima di entrare si fanno tre giri intorno (le cosiddette "passate") ai fini dell'indulgenza. Si andava a piedi e si tornava a piedi il giorno dopo. Oggi si torna in auto la stessa sera. Il mercoledì successivo è festa patronale di Madonna Grande; il giovedì si festeggia l'antico compatrono San Sebastiano martire. Il primo giugno si effettua il pellegrinaggio a piedi al santuario di S. Antonio di Padova alla Guardiola sul greto del Treste. Numerosi i bambini. C'è la distribuzione dei panini benedetti e si fa festa e fiera molto partecipate dalle popolazioni vicine. 
A giugno inoltrato, nel pomeriggio, si svolge il tradizionale corteo del Corpus Domini con le artistiche infiorate nelle strade pavesate con coperte e lenzuola ricamate, l'ombrellino artistico portato dal Sindaco sul sacerdote col Santissimo sovrastati da un baldacchino portato dagli amministratori.
Tra le specialità gastronomiche: la porchetta al forno (1ª sagra 17 agosto 1964), la treccitella (involtini di tenere budelline di capretto o agnello attorno a steli di origano), la viscìca che altrove chiamano ventricina e molto altro: le donne impararono ad utilizzare anche le parti meno nobili delle carni o degli ortaggi facendone squisitezze. I dolci di casa sono rappresentati dai fragranti taralli e dai cellipieni, il tipico dolce locale.

## Cultura

### Istruzione

#### Museo contadino e delle migrazioni
Il 10 gennaio 2016 è stato inaugurato il "Museo contadino e delle migrazioni della Valle del Trigno" negli antichi locali di una taverna medievale, fondaco e trappeto oleario scavati nella roccia, con materiale proveniente in massima parte da donazioni gratuite di cittadini fresani. Tale museo vuole essere una testimonianza della vita contadina di un tempo quando non vi era la luce elettrica, le macchine a motore, l'acqua corrente e i bagni, le strade asfaltate, i telefoni, la radio e la televisione.
Gli oggetti, quasi tutti originali (qualcuno anche in foto) riguardano i lavori all'aperto (una sgranatrice per mais, aratri di legno e di ferro, cestini, basti da soma, bigonci, gioghi, bisacce, falci fienaie e messorie e una miriade di attrezzi e contenitori in legno, terracotta e metallo. Tra i casalinghi un torchio medievale per uva interamente di legno, cassapanche, un antico telaio da tessitura completo, una gramola, filatoi, una spolatrice ("indrogatore") del 1600, una conocchia con accessori, arcolai, scapecchiatoi, filati e tessuti in casa, apprezzi di corredo, un tombolo con fuselli; e ancora, strumenti di misura per liquidi, aridi, di lunghezza e di peso, piattaie ("vasàli") con stoviglie e posate, conche, lucerne e, ancora, truffoli, cottori, fiscelle, culla, sottovesti di lino ricamate, un vestito da sposa del 1883 in seta e un corpetto da signorina in tessuto verde damascato con pizzi, indumenti di lana, lavabo e suppellettili varie. Vi è perfino un banco di scuola del 1930 con penna con asticella e pennino.Tra le macchine ricostruite vi è un aratro a chiodo, un mulino a mano a pietra del tipo preistorico e un trappeto oleario di legno e pietra, con asino in scala ridotta. E, ancora, rottami in metallo e di terracotta messi in mostra per testimoniare una civiltà ultramillenaria ed una frequentazione continua del territorio.
Non mancano giocattoli fai da te come raganelle, traglia, lippa, battola, carrozzella, triciclo, girandola di canna. e, ancora, pannelli con immagini di "eventi e persone", "tradizioni", "fresani di ieri e di oggi", "gastronomia", "abiti ordinari e festivi", "antiche dimore rurali", "lavori all'aperto", "il ciclo annuale del lino", "lavori di casa", "artigianato", " archeologia", gigantografie.
Una sezione di tale mostra (anch'essa con oggetti, documenti e foto) riguarda il fenomeno migratorio che ha caratterizzato la vita del paese. Vi sono poster a tema realizzati dai ragazzi della scuola media, valigie, bauli viaggiati ancora con gli indirizzi, attrezzi da minatore, souvenir, libri e documenti vari, pannelli con elenchi di nominativi (oltre 1300, rinvenuti in varie fonti come ad esempio il registro comunale dei passaporti rilasciati, gli archivi di Ellis Island e del cisei, le testimonianze dirette dei discendenti, gli atti dello stato civile, ecc.) riguardanti persone partite già dal 1882 verso le Americhe prima, poi per l'Australia, l'Africa, il Belgio, la Francia, la Germania ed anche per le grandi città italiane fino agli anni settanta del Novecento. Altri elenchi riguardano il fenomeno migratorio da e per località italiane dal XVIII secolo.

## Amministrazione
| Periodo        | Periodo        | Primo cittadino     | Partito                                                     | Carica  | Note         |
| -------------- | -------------- | ------------------- | ----------------------------------------------------------- | ------- | ------------ |
| 23 aprile 1995 | 13 giugno 2004 | Giovanni Di Stefano | Lista civica di Centro (1995-1999) Lista civica (1999-2004) | Sindaco | [ 9 ] [ 10 ] |
| 14 giugno 2004 | 7 giugno 2009  | Maurizio Antonini   | Lista civica Solidarietà                                    | Sindaco | [ 11 ]       |
| 8 giugno 2009  | 26 maggio 2019 | Giovanni Di Stefano | Lista civica Solidarietà per Fresa                          | Sindaco | [ 12 ]       |
| 27 maggio 2019 | 9 giugno 2024  | Lino Giangiacomo    | Lista civica Nuova vita per Fresa                           | Sindaco | [ 13 ]       |
| 9 giugno 2024  | in carica      | Lino Giangiacomo    | Lista civica Nuova vita per Fresa                           | Sindaco | [ 13 ]       |

### Gemellaggi
- Nowa Sól
- Püttlingen
- Saint-Michel-sur-Orge[senza fonte]
- Senftenberg
- Veszprém
- Žamberk

## Sport
Il gioco del calcio fu praticato già dall'anno 1926 in gare amatoriali in campi improvvisati. Il colore della prima maglia fu il granata. Negli anni '40 la squadra venne chiamata "Fulmine" in omaggio ad un fumetto dell'epoca, e nel 1964 i colori sociali cambiati in bianco/rosso. Negli anni a seguire essa partecipò a molti tornei estivi vincendo trofei, coppe, targhe e medaglie. Nel 1976 la squadra venne iscritta nel Campionato provinciale di Terza Categoria riuscendo successivamente ad essere promossa in Seconda Categoria. Agli albori del nuovo secolo per qualche anno in paese hanno giocato due squadre, il Fresa United e il Fresagrandinaria 2001, che hanno disputato anche alcuni derby cittadini. Dal 2008 a rappresentare la comunità è rimasto il solo Fresa United, l'anno dopo denominato U.S.D. Fresa Calcio, che, dopo aver vinto il Campionato di Terza Categoria 2011/2012 e disputato i play-off di Seconda Categoria nella stagione 2013/2014, dalla stagione 2014/2015 alla stagione 2019/2020 ha militato nel torneo regionale di Prima Categoria. A partire dalla stagione 2024/2025 la società ha riacquistato la storica denominazione Fulmine, partecipando al campionato di Terza Categoria.